# Orozij
Pavel Orozij, rimski duhovnik, teolog in zgodovinar, * okoli 375, Braga (danes Portugalska), † po 418.
Bil je učenec in sodelavec Avguština Hiponskega, na čigar pobudo je napisal Sedem knjig zgodb proti poganom (Historiarum adversus paganos libri septem) in ki velja za dopolnitev Avguštinovemu O Božjem mestu.

## Življenje[2]

### Ime in rojstvo
O Orozijevem zgodnjem življenju imamo le malo podatkov. Rodil se je nekje med letoma 380-390, torej konec 4. stoletja, v mestu Bracara (danes Barga), na Portugalskem. Nekateri kot kraj njegovega rojstva navajajo mesto Tarraco (danes Tarragona), v Kataloniji, vendar dokazi govorijo v prid Bracari. Ime Pavel mu šele kasneje doda zgodovinar Jordanis, v svojem znamenitem delu De origine actibusque Getarum oz. Getica - O izvoru in delih Gotov, sredi šestega stoletja.  

### Mladost
Kot rečeno, o zgodnjem življenju in mladosti Orozija vemo le malo. Gotovo je, da je bil prezbiter (duhovnik) v takratni Hispanii, današnji Španiji. Imel je vodilno vlogo v polemikah, ki so na Iberskem polotoku vzniknile med zagovorniki učenj Prisciliana († cca. 385) (ta je zagovarjal gnostično-manihejski nauk dualizma, torej obstoj dveh kraljestev - kraljestva Luči in kraljestva Teme; trdil je, da sta materija in narava po sebi zlobna; pristaši tega nauka so se postili na nedelje in ob božiču; podobno kot gnostiki, so bili prepričani, da ni vsem ljudem dano spoznanje "vzvišenih" poti, zato so imeli dovoljenje lagati - vse za voljo "svetega" konca; sv. Avguštin je zoper nje napisal razpravo Contra Mendacium) ter Origena († cca. 253) (ta pa je zagovarjal pred-obstoj duš, zaradi česar se je od Origena odvrnil tudi sv. Hieronim).  
Orozij je bil dobro seznanjen tako s pogansko kulturo, ki ga je obdajala kot s krščanstvom, ki ga je živel. Dobro je poznal različne klasične avtorje tedanjega antičnega (rimskega) sveta: Vergila, Horacija, Cicera; prav tako je bil dobro podkovan v govorništvu (najverjetneje je imel solidno izobrazbo retorike). Morda najpomembnejše pa je, da je bil zasidran v pravovernem krščanstvu - poznali so ga kot moža trdne vere.      

### Potovanje v Afriko in srečanje s sv. Avguštinom (413/414)
V svojih tridesetih letih, nekje med letoma 413/414, je zapustil rodno Hispanijo, natančni razlog za njegov odhod iz domačih krajev ni znan, to pove tudi sam, v svojem delu Commonitorium: "sine voluntate, sine necessitate, sine consensu" ("brez volje, brez potrebe, brez posveta"). Morda lahko razloge za njegovo potovanje v Severno Afriko iščemo v vpadanju barbarskih ljudstev Alanov (nomadsko ljudstvo z območja današnjega Irana) in Vandalov (vzhodnogermansko pleme; znani po oplenitvi Rima leta 455 - Sacco di Roma) na območje Hispanije; možno pa je tudi, da je iskal nasveta in pomoči v prej omenjenih sporih, ki so se odvijali med podporniki Prisciliana in Origena. Ladja, na kateri je bil Orozij, je bila po Božji milosti, v nevihti pripeljana, na bregove Afrike, pred mesto Hipon (Hippo Regius, danes Annaba, v Alžiriji), kjer je v tistem času živel, deloval in škofoval sv. Avguštin. Orozij se je z njim najverjetneje posvetoval glede naukov, o katerih so debatirali na Iberskem polotoku. Leta 414 Orozij sv. Avguštinu piše Commonitorium de errore Priscillianistarum et Origenistarum (Nasvet ali opomin Avguštinu o zmoti priscilijancev in origenistov), ta pa mu odgovori z delom Liber ad Orosium contra Priscillianistas et Origenistas (Knjiga za Orozija proti priscilijancem in origenistom). 

### Potovanje v Palestino in sinoda v Jeruzalemu (415)
Ker Orozij ni bil popolnoma zadovoljen z odgovori, ki jih je prejel od sv. Avguština, se je odločil, da bo potoval po nasvet dalje, v Palestino, kjer je takrat bival in deloval sv. Hieronim. Sv. Avguštin je Orozijevo namero odobraval in izkoristil priložnost zanesljivega kurirja, ter sv. Hieronimu poslal dolgo pismo, v katerem poleg mnogih drugih stvari, ki so pestile tega velikega moža, izrazi tudi svoje spoštovanje in naklonjenost do Orozija: "Ravno je pri meni Orozij, pobožen mlad mož; brat v katoliški veri; po letih sin, po dostojanstvu sobrat duhovnik; čuječega duha, izučen v govorjenju; goreč in hrepeneč od nestrpnosti biti koristna posoda v Gospodovi hiši, v želji zavreči zmotne in pogubne nauke, ki so španskim dušam mnogo bolj smrtonosni, kot pa barbarski meč njihovim telesom." Zgodaj leta 415 je Orozij prek Egipta odpotoval v Palestino. Med potjo je obiskal še svete kraje krščanstva. Ravno v času Orozijevega prihoda v Palestino je tam Pelagij poskušal razširiti svoj zmoten nauk (pelagijanizem), proti čemur se je boril sv. Hieronim. Orozij se pridruži Hieronimovemu boju zoper herezijo in tako sodeluje na sinodu v Jeruzalemu, ki jo leta 415 skliče jeruzalemski škof Janez, sicer bolj naklonjen naukom Pelagija. Na sinodi Orozij zastopa in predstavi nauke tako sv. Avguština, kot tudi sv. Hieronima. Zaradi svojega ostrega nastopa proti Pelagiju se zaplete v prepir s predsedujočim škofom Janezom, ki ga obtoži bogokletja (možno je, da je škof Janez Orozija napak razumel, saj je Orozija napačno razumel tolmač). Raje kot da bi škof Janez obsodil Pelagija in njegov nauk, ki je trdil, da je človeku nemogoče izogniti se grehu in brez Božje milosti postati popoln, je obsodil Orozija, ki je zagovarjal nauk, da človeku ni mogoče izogniti se grehu, četudi mu je dana Božja milost. Kot odgovor na krivično obtožbo je Orozij napisal svoje znamenito delo Liber apologeticus contra Pelagium (Zagovor proti Pelagiju), v katerem zagovarja in predstavi nauke sv. Avguština in sv. Hieronima, na temo pelagianizma. Zanimivo je, da je Liber apologeticus edini vir informacij o Jeruzalemski sinodi leta 415. Orozij nam z Liber apologeticus podaja dve osnovna odgovora na pelagianizem - možnost človekove svobodne volje in krščanska popolnost v izpolnjevanju Božje volje na Zemlji. 

### Potovanje nazaj domov (416) in smrt
Zgodaj leta 416 se je Orozij podal na pot proti domu. Vmes je naredil kratek postanek pri sv. Avguštinu, kakor ga je ta prosil in o čemer nam podaja informacije Avguštinovo pismo Hieronimu, kjer pravi: "Prosil sem ga (Orozija), naj se po poti domov od tebe ustavi pri meni. Imam njegovo obljubo, zatorej verjamem, da je ta priložnost, da ti pišem na to temo, za katero želim, da me ti razsvetliš, od Boga dana." Obstaja sicer teorija, po kateri se je Orozij, še preden se je na poti proti domu ustavil v Afriki, naredil postanek na otoku Menorca (današnja Španija), v Sredozemlju. Najverjetneje pa je, da se je zaradi Avguštinove prošnje najprej ustavil v Afriki. zanj je namreč imel več pisem: eno od sv. Hieronima, pa pismo dveh galskih škofov - Heroja in Lazarja; vsi našteti so se v Palestini borili zoper pelagianizem. Orozij je s seboj nosil tudi relikvijo sv. Štefana z latinskim pismenim pojasnilom, ki jo je odkril Lucij, in je bila namenjena bracarskemu škofu Palchoniju. Ko je oddal vsa pisma in sporočila, se je Orozij najverjetneje odpravil proti domu. Ko je bil na Menorci, je najverjetneje izvedel za vojne in opustošenje, ki so ga v celinski Hispaniji povzročali Vandali. Tako je na Menorci pustil relikvije sv. Štefana, ki so postale del širšega češčenja, ki se je kasneje razširilo še na preostalo Španijo, pa tudi Galijo; in se odpravil nazaj k sv. Avguštinu, na katerega prošnjo je pričel s pisanjem Historiarum adversus paganos, torej Zgodovina proti poganom, za katero velja, da je nadaljevanje Avguštinove De civitate Dei (O Božjem mestu), ki obdeluje isto temo. Ko konča svoje verjetno največje delo, za Orozijem izgine vsaka sled. Popolnoma izgine in niti približno ni jasno, kaj se mu je zgodilo. Najverjetneje je umrl nekje po letu 418.   

## Dela

### Commonitorium
Ohranjena so tri Orozijeva dela. Najzgodnejše je Commonitorium, s polnim imenom Consultatio sive commonitorium ad Augustinum de errore Priscillianistarum et Origenistarum (Nasvet ali opomin Avguštinu o zmoti priscilijancev in origenistov). Težko je natančno ugotoviti, kdaj je delo nastalo. Prvotno je bila knjiga namenjena svetemu Avguštinu, zato je verjetno nastala po Orozijevem prihodu v Afriko, kar je bilo med letoma 409 in 414. Zagotovo pa je nastala pred letom 415, ko je izšlo Avguštinovo delo Liber ad Orosium contra Priscillianistas et Origenistas (Knjiga za Orozija proti priscilijancem in origenistom), v katerem Avguštin odgovarja na Orozijev Commonitorium.
Orozij želi s Commonitoriumom seznaniti svojega gostitelja škofa Avguština z nevarnostjo priscilijanizma in origenizma v njegovi domovini na Iberskem polotoku. Hkrati ga prosi, naj izda lasten traktat o priscsilijancih in origenistih ter tako priskrbi duhovne in teološke smernice za obravnavo teh skupin. Čuti se avtorjevo spoštovanje do Avguština, kar kaže na ugled, ki ga je škof užival na Zahodu.
Prvo poglavje se začne z vljudnostnimi frazami in napove podrobno razlago herezij, ki ogrožajo krščanstvo na Iberskem polotoku. Škofa prosi za hiter odgovor, saj zlobni učitelji povzročajo večjo škodo kot krvoločni preganjalci. V drugem poglavju razloži Priscilijanovo učenje, kar v veliki meri črpa iz Apologije škofa Ithacija iz Ossonube, ki se je prav tako boril proti prisciljanizmu. Orozij vidi jedro herezije v zanikanju vloge Božje previdnosti in milosti za človeka ter v zavračanju združenosti duše in telesa kot Božjega načrta, izpostavi pa tudi Priscilijanov lasten pogled na Sveto Trojico. V tretjem poglavju predstavi, kako je nek španski duhovnik iz Jeruzalema prinesel Origenove spise iz začel razširjati njegovo učenje, da bi s tem zadušil Priscilijanizem. Na koncu Orozij še enkrat spodbudi Avguština, naj hitro odgovori.
Na Orozijeva vprašanja je Avguštin odgovoril v delu Ad Orosium contra Priscillianistas et Origenistas. V njem ni sistematično obravnaval vsakega vprašanja posebej. Glede prisilijanizma je Oroziju svetoval, naj prebere njegova prejšnja dela o manihejstvu. Glede Origena pa je bil previden. Nekatere njegove nauke je označil za zmotne, na splošno pa ga je obravnaval s spoštovanjem.

### Liber apologeticus
Polno ime Orozijeve druge knjige je Liber apologeticus contra Pelagium de arbitrii libertate. Orozij jo je spisal, ko se je julija leta 415 udeležil škofijske sinode v Jeruzalemu. Liber apologeticus tudi edini vir informacij s te sinode. Ni historične narave, kljub temu pa vsebuje elemente, ki so uporabni za rekonstrukcijo Orozijevega življenja.
Delo je zastavljeno kot apologetični pamflet, namenjen udeležencem jeruzalemske sinode. Orozij je s tem želel doseči tri cilje: ubraniti svoj ugled, ki je bil s strani jeruzalemskega škofa Janeza II. načet  z obtožbami o hereziji; ponovno potrditi svoje prepričanje, ki je bilo hkrati prepričanje celotne ortodoksne stranke in v nasprotju s Pelagijevo stranko; napasti in uničiti nauk Pelagija in njegovih pristašev. Delo predstavlja pelagijansko doktrino tako, kot jo je razumeval latinski svet, predvsem severna Afrika.
Delo Liber apologeticus je zgrajeno iz dveh glavnih delov: prvi del (1-9) je namenjen obravnavi jeruzalemske sinode in Orozijevi obrambi njegovih dejanj in izjav, drugi del (10-33) pa je namenjen natančni predstavitvi Pelagijevega nauka, zlasti tez iz Pelagijevih del Testimonia in Epistula ad Dementriadem. Bolj natančno, Orozij v tem delu razpravlja o tem, da je Pelagij napačno razumel  in tako spodkopal ključni krščanski koncept, to je koncept božje milosti. Orozij s posebno pozornostjo obravnava tudi vprašanje izvirnega greha, slabosti človeške narave in nujnosti Božje pomoči v svetu.
V tem delu Orozij pokaže svoje retorično mojstrstvo, ki ga podkrepi s svetopisemskimi dokazi in patrističnimi citati, njegova obtožba pelagijanizma pa je impresivna predvsem zaradi njegove obsežnosti in jasnosti.

### Historiæ adversus paganos
Zgodovina proti poganom (polno ime Historiarum adversus paganos libri septem) je Orozijevo glavno delo. Točna letnica nastanka ni znana; približna datacija je okoli leta 417. Je zgodovinopisno in apologetsko delo, ki je nastalo kot odziv na idejo, da je prevzem krščanstva kot glavne vere v cesarstvu krivo za propad Rima. 
Delo je napisano v sedmih knjigah. Pobudnik za nastanek dela je Sv. Avguštin. Primarno je delo mišljeno kot dopolnitev k Avguštinovemu delu De civitate Dei, zlasti k tretjemu poglavju, kjer Avguštin dokazuje, da je Rim trpel različne nesreče pred in po uveljavitvi krščanstva kot glavne religije v Rimskem cesarstvu. Zanimivo je, da na prvi pogled Historiae in De civitate Dei delujeta antitetično in nekompatibilno: Orozij pokristjanjeno Rimsko cesarstvo dojema kot približanje nebes k Zemlji, Avguštin pa v krščanskem Rimu ne vidi nobene posebne vloge (odrešenja). To je tudi vzrok, da si je Historiae pridobilo ime anti- De civitate Dei.
Vsebina dela je deljena na sedem knjig: prva knjiga na kratko opiše svet in izriše njegovo zgodovino od Potopa pa do ustanovitve Rima. Druga knjiga poda zgodovino Rima od Perzije do Kira II. in od Grčije do bitke pri Kunaksi v Babiloniji. Tretja knjiga obravnava predvsem makedonsko cesarstvo pod Aleksandrom Velikim in njegovimi nasledniki ter sodobno rimsko zgodovino; četrta piše o zgodovini Rima do uničenja Kartagine. Zadnje tri knjige obravnavajo le rimsko zgodovino, od uničenja Kartagine pa do avtorjevega dne.
Skozi sedem knjig Orozij predstavi nove metode, poslužuje pa se tudi grško-rimske histografije. Pomembno je izpostaviti, da Orozij poganov ne predstavi v negativni luči - tako se kaže zvestoba grško-rimski tradiciji, ki je "sovražnike" opisovala v pozitivni luči.
Na koncu druge knjige zasledimo zanimiv podatek o prenosu relikvij Sv. Štefana iz grškega Vzhoda na latinski Zahod - to opravilo je bilo zaupano Oroziju, ko je študiral v Sveti deželi.
Ohranilo se je okoli 200 manuskriptov zgoraj omenjenega dela. Med prevodi najbolj izstopa anglosaksonski prevod, imenovan tudi anglosaksonski Orozij. Avtor prevoda naj bi bil kralj Alfredo (konec IX. stoletja), vendar avtorstva nikoli niso potrdili. Glavna značilnost tega prevoda je predvsem prosto prevajanje; avtor zvesto prevaja le malo delov, na nekaterih delih je besedilo izpuščeno oz. dodano. Delo je znano tudi v islamskem svetu. Iz nje je podatke za Mukadimo (Muqaddima) v Zgodovini primerov črpal tudi Ibn Haldun.

### Slog
Pavel Orozij se v svojih delih izkaže kot kompetenten pisec, ki dobro pozna tako pogansko kot krščansko literaturo ter retoriko. Kljub temu pa je očitno pogosto pisal v naglici in nezbrano, kar se kaže v odklonih od teme in izgubljanju rdeče niti argumentov, zato je branje njegovih besedil zahtevno. Vseeno pa je dragocen, saj mojstrsko pripoveduje zgodbo in podaja edinstven pogled na negotov čas, v katerem je živel.

## Teološke teme pri Oroziju
Orozijeva dela se berejo v luči Avguštinove teologije in so tudi dopolnitev njegovih del. Orozij ima poudarja zgodovino, kot področje teologije. Orozijeve teologije ne moremo razumeti brez zgodovine; Orozijeva teologija je teologija zgodovine. Naslanja se na antično histografijo. Krščanska histografija je pomembna, saj sledi smeri odrešenja, zato krščanska histografija ni samo zgodovina, ampak je potreben zanjo tudi teološki pogled. Vsa krščanska zgodovina si prizadeva, da preslika načrt odrešenja. V krščanski misli, krščanska hostografija nima svoje identitete, ampak je podizvajalec za teologijo. Krščanstvo je zgodovinska religija, ki vidi čas razvoja od stvarjenja, skozi učlovečenje, do drugega prihoda. Orozij je v naši zgodovini videl odrešenje. V pozitivnem smislu hoče stabilizirati rimski pogled na krščansko zgodovino. Paradoksno predstavi zakaj je Rim preživel. Orozij želi pokazati, da se je s krščanstvom svet izboljšal. Njegova teologija se nanaša na natančno predstavljanje teologije zgodovine, a z retorično -histografskimi metodami.  Uporablja apologijo (pisen ali usten zagovor, obramba), v kateri je zelo močan. Poudarja tudi, da je Bog en sam. 

## Odnos Orozija do barbarov
Mnenja o Orozijevem odnosu do barbarov so deljena. Nekateri ga razlagajo pozitivno, drugi izrazito negativno; opaziti pa je, da je Orozij pokristjanjenim barbarom precej bolj naklonjen kot poganom. K nejasni sliki prispeva tudi dejstvo, da sta za Orozija rimska in krščanska identiteta tesno povezani. 
Po mnenju belgijskega zgodovinarja Petra van Nuffelena igrajo barbari v Orozijevi Zgodovini predvsem retorično vlogo; bolj kot odgovor na vprašanje, kdo so barbari, je pomembno sporočilo o tem, kdo v resnici vodi zgodovino (tj. Bog).
Orozij zamaje tradicionalni pogled na barbare. V svoji Zgodovini zabriše razliko med "uglednim, dostojanstvenim Rimljanom" in "nevzgojenim, okrutnim barbarom", in opozori, da so rimski osvajateljski vojni pohodi za njihove nasprotnike ravno tako barbarski kot so za Rimljane ljudstva, ki grozijo cesarstvu. Za Perzijce tudi Aleksander Veliki ni bil nič drugega kot barbar, in današnji razbojniki bodo morda v prihodnosti veličastni kralji novega cesarstva. Rimska zgodovina je videti prestižna le zaradi pristranskosti zgodovinopiscev. To je tudi razlog, da se imajo rimski vojni pohodi za pravične, barbarski pa za navadno ropanje.
Sicer je Orozijev odnos do barbarov različen glede na njihovo vero. Krščanski barbari so tudi kot sovražniki Rima bolj človeški, pokažejo tudi usmiljenje. Po drugi strani pa se tudi Rimljani "barbarizirajo", če pozabijo na Boga. Napade barbarov lahko razumemo tudi kot Božjo kazen za Rimljane, ki so se vrnili k poganstvu. 

## Vplivi Orozija na druge

### Vpliv Orozija na Frechulfa iz Lisieuxa
Ko je Frechulf iz Lisieuxa okrog leta 830 zapisal svojih dvanajst knjig Zgodovine (Historiarum libri XII), je s tem delom skušal povezati takratne kristjane s svojimi koreninami. To je ponavljajoč motiv, ki se pojavlja skoraj v vseh zgodnejših zgodovinah krščanskih avtorjev.
Iz njegovih knjig zgodovine je razvidno, da je dobro poznal tako Avguština kot Orozija in njuni deli de civitate dei in historiarum adversus paganos, saj oba omenja skupaj.
Njegovo delo se je na ta dela opiralo kot na didaktični material. Vidni pa so tudi jasnejši vplivi, saj je prevzel njuni teorijo o šestih dobah (Avguštin) in štirih svetovnih kraljestvih (Orozij). Še posebej se prepozna vpliv Orozija nanj, ko povzame njegovo primerjavo Rima z Babilonom s svojimi besedami, a v istem duhu. Ob tem tudi dobesedno povzema precej njegovih primerjav cesarja Avgusta s Kristusom.

### Vpliv Orozija na Danteja
Dante je vsekakor bral Orozijeva dela in ga je tudi vključil v svojo Božansko komedijo. V desetem spevu Raja med 118 in 120 verzom zagotovo govori o Oroziju.
V raznih delih Dante sedemkrat omeni Orozija po imenu. Enkrat v Convivio, enkrat v De Vulgari Eloquentia, štirikrat v De Monarchia, in enkrat v Questio de Aqua et Terra. Ponekod ga citira, ponekod samo omenja. Omenjen pa je z mojstri besede, kot so Plinij, Livij in Cicero.
Dante sicer velikokrat navaja Livijevo Zgodovino Rima, toda precej teh navedkov se v resnici nanaša na Orozija.  Večkrat tudi skoraj dobesedno sledi Orozijevim argumentom in njegovi misli.

### Vpliv prevoda Orozijeve Zgodovine na staro angleščino
Angleščina, kljub svojim germanskim koreninam, danes vsebuje več kot 60% besed, ki izhajajo iz latinščine. Večina teh je prišla vanjo v času normanske nadvlade, z nastajanjem srednje angleščine. Kar nekaj besed pa je prišlo vanjo že med pokristjanjevanjem Britanije in pri prevajalskem projektu kralja Alfreda del iz latinščine v staro angleščino.
Pavel Orozij je eden izmed avtorjev, čigar dela so bila prevedena v staro angleščino pod okriljem kralja Alfreda Velikega.
Tako se je v besedišče iz njegove Zgodovine proti poganom v staro angleščino iz latinščine prikradlo nekaj besed, kot so staroangleške legie (v sodobni angleščini legion), triumphe (v sodobni angleščini triumph), tictator (v sodobni angleščini dictator).
Ob tem je vplival prevod njegovega dela tudi na slovnico, saj se je v staro angleščino vnesla oklepajoča konstrukcija pomožnih glagolov, ki se sicer ne pojavlja pogosto.